# Jacques Bordes-Pagès
Pour les articles homonymes, voir Bordes et Pagès.
Jacques Auguste Bordes-Pagès (Seix, 20 mai 1815–18 juillet 1897) est un ancien sénateur Radical-socialiste de l'Ariège élu le 13 avril 1890.

## Biographie
Médecin à Seix, il est le créateur en 1849 de la station balnéaire d'Aulus, dont il est de longues années le médecin-inspecteur.
Neveu de Jean-Pierre Pagès (1784-1866), il est aussi maire de Seix (Ariège) de 1877 au 18 juillet 1897, président de la commission des chemins de fer, et conseiller général du canton d'Oust de 1890 à 1897. Il a œuvré, en vain, en faveur du projet de liaison ferroviaire internationale Salat-Noguera nécessitant le percement d'un tunnel à Salau,.
Il est élu sénateur de l'Ariège lors d'une élection partielle en 1890, pour remplacer Jean-Baptiste Vigarosy (1822-1890), sans avoir eu une activité parlementaire significative. Il ne peut conserver ce poste lors du renouvellement du 6 janvier 1894, où il est battu par Auguste Delpech.